# Crypturellus ptaritepui
El tinamú o inambú tepuy (Crypturellus ptaritepui) es una especie de ave tinamiforme que se encuentra en los bosques húmedos de montaña de los tepuyes, en el sureste de Venezuela.

## Descripción

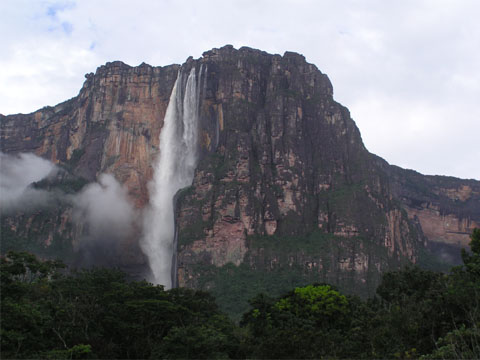
Salto Ángel en el Auyantepui.

El tinamú tepuy mide aproximadamente 27 cm de longitud. La parte superior de la cabeza y la parte posterior del cuello son marrón rojizo, oscuro en la espalda, y oscuro con reflejos rojizos por debajo de su pecho. Los lados de la cabeza y la garganta son de color gris, su mandíbula superior  es de color negro, amarillo la inferior con la punta de color negro, y sus patas son de color oliva.

## Ecología
Se ha encontrado en los siguientes tepuyes: Ptaritepui, Auyantepui, Chimantátepui, y Sororopán-tepui, del sureste del estado de Bolívar en Venezuela. Se encontró entre los 1350 y 1800m de elevación. Su hábitat es el tropical húmedo de montaña en zonas boscosas o arbustivas.